# Wildalmkirchl
De Wildalmkirchl is een berg in de deelstaat Salzburg, Oostenrijk. De berg heeft een hoogte van 2578 meter.
De Wildalmkirchl is onderdeel van het Steinernes Meer, dat weer deel uitmaakt van de Berchtesgadener Alpen.